# Mala Sori
Mala Sori is een bestuurslaag in het regentschap Serdang Bedagai van de provincie Noord-Sumatra, Indonesië. Mala Sori telt 1234 inwoners (volkstelling 2010).